# Al-Hàkim (fatimita)
Abu-Alí Mansur ibn al-Aziz al-Hàkim bi-amr-Al·lah (àrab: أبو علي منصور بن العزيز الحاكم بأمر الله, Abū ʿAlī Manṣūr ibn al-ʿAzīz al-Ḥākim bi-amr Allāh), més conegut pel seu làqab al-Hàkim (el Caire, 13 d'agost de 985 - 13 de febrer de 1021), fou el sisè califa fatimita al Caire (996-1021 ocultat).
Nascut a Egipte el 985, al-Hàkim fou proclamat wali al-ahd el 993, i va succeir al seu pare Abu-Mansur Nizar ibn al-Muïzz al-Aziz bi-L·lah, el 996 a l'edat d'onze anys, quan va morir a Bilbays (14 d'octubre). Fou proclamat solemnement l'endemà rebent el títol d'imam i el làqab d'al-Hàkim Bi-Amr Allah. Aquesta transferència sense obstacles era una demostració de l'estabilitat de la dinastia fatimita. En el seu llarg regnat com a califa, al-Hàkim va ampliar el govern fatimita a l'emirat d'Alep.

## Al-Hàssan ibn al-Ammar al-Kutamí
Des del començament els amazics kutama, principal suport de la dinastia, van exigir que el seu cap al-Hàssan ibn al-Ammar (que va rebre el làqab d'Amín-ad-Dawla) fos nomenat al front del govern, especialment després de les seves victòries sobre els romans d'Orient a Sicília; fou nomenat wasita i va afavorir els amazics de l'exèrcit contra altres grups com turcs, daylamites i negres. L'anterior visir Issa ibn Nasturus fou executat i es va enfrontar al tutor del jove califa, l'eunuc eslau Barjawan. Aquest es va aliar al turc Mangutekin, governador de Damasc, el qual al seu torn estava aliat al beduí Mufàrrij ibn Dghfal ibn al-Jarrah de la dinastia dels jarràhides, i aquests dos darrers van sortir cap a Egipte. Però Mufàrrij es va retirar i Mangutekin fou derrotat a Ascaló per forces enviades per Ibn al-Ammar a les ordes de Sulayman ibn Jàfar ibn Fal·lah. Però llavors Barjawan es va aliar a un influent cap amazic, Jayx ibn Samsama, que havia estat destituït del govern de Trípoli de Líbia per Ibn al-Ammar; va esclatar una revolta i Ibn al-Ammar fou enderrocat i va haver de fugir i amagar-se, i Barjawan va prendre el poder amb el càrrec de wasita (octubre del 997). Ibn al-Ammar fou capturat al cap de poc, i encara que perdonat inicialment, fou tot seguit assassinat. Mufàrrij es va sotmetre a Jayx ibn Samsana que ara exercia com a principal capitost.

## Barjawan
Barjawan va governar amb ajut del seu secretari Fahd ibn Ibrahim. Va fer front a una ofensiva romana d'Orient a Síria del nord, amb la revolta a Tir de l'aventurer Allaka amb ajut grec. La flota romana d'Orient fou derrotada davant del port de Tir. Jayx ibn Samsama va passar a l'ofensiva per terra contra els grecs i encara que fou derrotat prop d'Apamea, la mort del general Damià Dalassè va posar en fuita als grecs. Es va produir agitació a Damasc que fou dominada, i van esclatar disturbis a la ciutat de Barka a la Cirenaica que foren sufocats, però l'intent de reconquerir Trípoli als zírides va fracassar.
Es van fer negociacions amb l'Imperi Romà d'Orient que no van arribar a cap resultat i l'emperador Basili II va ordenar una nova campanya, que aquesta vegada fou victoriosa. Barjawan mantenia al califa al palau, i controlava tot l'aparell del poder, fins a l'abril del 1000 quan va morir assassinat per orde del jove califa (15 anys) a mans de l'esclau Raydan. Inicialment van esclatar disturbis doncs els turcs, aliats de Bardjawan, van pensar que es tractava d'un cop d'estat del partit amazic, però el califa va sortir a la porta del palau i va explicar les raons per les quals s'havia desfet del seu wasita. En endavant el califa va exercir personalment el poder. El 1001 es va signar una treva de 10 anys amb l'Imperi Romà d'Orient (només torbada per la destrucció de l'església del Sant Sepulcre el 1009, en revenja pel qual l'emperador grec va ordenar tallar les relacions comercials amb Egipte i Síria el 1015 o 1016).

## Rivalitats i moviments polítics
L'opositor més rigorós i més constant d'al-Hàkim era el Califat Abbàssida a Bagdad, que va intentar parar la influència de l'ismaïlisme. Aquesta competició va conduir al manifest de Bagdad de 1011, en el qual els abbàssides van fer observar la línia descendent d'al-Hàkim indicant que no era descendent legítim d'Alí ibn Abi-Tàlib.
Al-Hàkim també va lluitar amb els governants càrmates de Bahrain (Aràbia oriental). El seu vehicle diplomàtic i missioner era la dawa ismaïliyya, amb el seu centre d'organització de poder al Caire.
El regnat d'al-Hàkim va ser caracteritzat per quatre aspectes principals:
- Mesures de fanatisme xiïta
  - persecucions contra cristians i jueus
  - mesures contra els sunnites
  - edictes ètic - socials, de vegades revocats sense explicació
- Execucions nombroses i altres crueltats
- Revoltes de descontentament del poble
- Excentricitats del califa

## Mesures contra els cristians, jueus i sunnites
- 1003: destrucció d'una església per construir la mesquita de Rashida; transformació de dos altres esglésies en mesquites
- 1003: Expulsió dels cristians melquites del seu barri cap al d'al-Hamra
- 1003: Prohibició del vi als cristians
- 1004: Obligació a cristians i jueus de portar els cinturons i turbants negres
- 1005 i 1006: Noves prohibicions del vi
- 1007: Prohibició de la processó de rams a Jerusalem i altres llocs
- 1008: Confiscació dels béns de les esglésies i monestirs egipcis
- 1009: Distintiu obligatori pels cristians i jueus als banys (una creu i un vedell)
- 1009: Destrucció de dues esglésies al Caire i una a Damasc. Profanació dels cementiris i conversions forçades.
- 1009 i 1010: Destrucció de l'església de la Resurrecció a Jerusalem en revenja per la pràctica d'una enganyifa per fingir un miracle
- 1010: Prohibició de la processó de l'epifania al Caire
- 1010: Destrucció d'un monestir (al-Kasir) i una església (Damiata)
- 1010: Ratificació de la prohibició del vi i l'obligació de portar cinturó i turbant negres
- 1011 i 1012: Prohibició d'exhibir la creu
- 1012 i 1013: Substitució de funcionaris cristians per musulmans. Els cristians haurien de portar una creu al coll. Destrucció de convents i confiscació dels seus béns.
- 1013: Els cristians i jueus conversos a l'islam podrien tornar a la seva fe i emigrar
- 1021: Mesures en favor dels cristians, restauració de béns confiscats i dels monestirs destruïts; protecció a les esglésies

Les mesures contra els sunnites foren molt limitades, ja que la major part de la població era sunnita. El 1002/1003 tretze persones foren detingudes per tres dies per haver fet una pregària prohibida. Diverses prohibicions foren posades en vigor i després revocades. L'anatema contra els primers califes i els companys del Profeta (1005) va provocar disturbis; fou revocada el 1007.

## Comportament excèntric d'al-Hàkim
Al-Hàkim era un tradicionalista ferm, que va publicar una sèrie de lleis, inclosa la prohibició de Mulkhiyya, un plat egipci característic; va prohibir menjar raïm; i va establir la prohibició del joc dels escacs; va prohibir els pescadors d'agafar qualsevol peix que no tingués cap escala i va prohibir la gent de vendre o de menjar aquests peixos.
Mesures estranyes com prohibir acostar-se al riu Nil per passejar, prohibir passejar en barca, tancament de portes i finestres que donaven al Khalidj, i circular de nit, foren mal acollides i respectades per la força. Algunes prohibicions foren absurdes, especialment referides a la prohibició d'alguns aliments (que van perjudicar als comerciants i als consumidors); també va ordenar matar tots els gossos perquè el molestava els seus bordecs (1005). Entre les coses sorprenents, la confiscació dels béns de la seva mare, la seva germana i les seves dones. Les seves sortides nocturnes eren repetides i sovint acompanyades d'actes de crueltats contra persones indefenses. Aquestes sortides es van fer més sovint a partir del 1014 o 1015. Però contra aquests fets també va donar mostres en alguns moments d'ascetisme i humilitat, prohibit postrar-se davant seu, practicant l'abstinència i amb altres fets que es van accentuar al final del regnat; llavors no es canviava de roba, vestia miserablement i els vestit feien pudor.
També va forçar els habitants del Caire a treballar de nit i dormir el matí, i van castigar qui fos agafat violant les seves ordres. En 1014 va ordenar a les dones no sortir de casa, i va ordenar als sabaters no fer sabates de dona.
Va matar el seu tutor Abu-l-Qàssim Saïd ibn Saïd al-Fariqí i a la gran majoria dels seus visirs. La major part d'aquests visirs eren cristians. Alguns d'ells van servir també com a metges. Al-Hàkim també va matar molts alts funcionaris i a servidors menors.
Entre els executats o assassinats hi havia visirs, jutges, poetes, mèdics, encarregats del palau, cuiners, parents, soldats, jueus, cristians, i fins i tot esclaus; a algunes esclaves del seu palau els va tallar les mans. En alguns casos, ell mateix va fer la matança en persona.
Els principals executats/assassinats foren:
- Barjawan, wasita (1000)
- Fahd ibn Ibrahim, secretari (1000)
- Tots els presoners encarcerats (1004/1005)
- Funcionaris cristians (1009)
- Alí ibn al-Hussayn al-Maghribí, visir (1010)
- Sàlih ibn Alí, antic visir (1010)
- Mansur ibn Abdun, visir (1010)
- Arsenius, oncle matern i patriarca melquita d'Alexandria (1010)
- Husayn ibn Jàhwar i Abd-al-Aziz ibn Muhàmmad ibn an-Numan (va fugir amb els Banu Kurra i van tornar amb un salva conducte, però foren executats igualment)
- Abu-l-Qàssim al-Jarjara (1013)
- l'eunuc Ghayn, alt funcionari de palau (1013)
- Diverses concubines (1013)
- Al-Hussayn ibn Dhàhir al-Wazzan, visir, Fadl ibn Jàfar ibn al-Furat, visir, i un tercer visir (1014)

El 1020 va fer cremar al-Fustat al costat del Caire, per causa d'uns pamflets en contra seva que havien aparegut a la ciutat. Les tropes negres van saquejar al-Fustat i després la van cremar. L'eunuc Adi que va ser enviat a controlar els fets, va fer un relat tan esgarrifós del que passava que el califa el va fer matar immediatament. Però els turcs i amazics van agafar partit pels habitants de la ciutat i van combatre contra els soldats negres.

## Revoltes
Les mesures del califa van portar a un malestar general. Les revoltes principals foren:
- 996, Revolta dels Banu Kurra al sud-est d'Alexandria
- 1004, el príncep omeia andalusí Abu-Rakwa, que havia estat a diversos llocs després de ser expulsat de Còrdova, especialment a Síria, es va presentar a la ciutat de Barka i va obtenir el suport dels zanata (ja tenia el dels Banu Kurra); es va proclamar califa i va derrotar un primer exèrcit enviat contra ell. La població donava suport a la revolta i l'exèrcit també en gran part, i fins i tot el visir Hussayn ibn Jàhwar va entrar en correspondència amb l'omeia. al-Hàkim llavors va cridar els beduïns de Mufàrrij de Ramla dels jarràhides, i als ghulams hamdànides de Síria i sota les ordes d'al-Fadl ibn Sàlih els va enviar contra el rebel. La batalla es va lliurar prop d'Alexandria; Abu-Rakwa devia triomfar perquè va seguir avançant arribant a l'oasi del Faium i va atacar Djuiza on el califa havia enviat un contingent dirigit per Alí ibn Fal·lah que fou derrotat. Però al-Fadl va aconseguir una victòria decisiva sobre Abu-Rakwa a Faium (agost del 1006) i l'omeia va fugir cap a Núbia. Capturat fou entregat per un governador de frontera i executat al Caire el març del 1007.
- 1001-1012, revolta de Mufàrrij de Ramla de la dinastia dels jarràhides, instigat per al-Hussayn ibn Alí al-Maghribí que després de l'execució del seu pare Ali al-Maghribi (1010) s'havia refugiat amb Hassan ibn al-Mufàrrij, fill de Mufàrrij. Els rebels van proclamar califa al xerif de la Meca (1012), però aquest es va acabar sotmetent a al-Hàkim i va retornar a la Meca i fou perdonat.

## Altres fets del regnat
Durant tot el regnat hi va haver rivalitat entre dues faccions oposades, els turcs i els amazics, dins de l'exèrcit fatimita.
Damià Dalassè va posar setge a Apamea en 998, fins a l'arribada de l'exèrcit de socors fatimita de Damasc, sota el comandament de Jaysh ibn Samsama i la seva derrota va obligar Basili a combatre personalment a la regió l'any següent, i va ser seguida el 1001 per la conclusió d'una treva de deu anys amb Al-Hàkim, Encara que no va tenir la força per anar a Palestina i recuperar Jerusalem, les seves victòries van restaurar gran part de Síria a l'imperi, inclosa Antioquia, que era la seu del Patriarca d'Antioquia.
En 1005 al-Hàkim creà el Dar al-Ilm, ‘Casa del Coneixement’, amb la seva gran biblioteca pública; allà la filosofia i l'astronomia van ser ensenyades a més dels estudis purament islàmics de l'Alcorà i del Hadit. En 1013 ell va acabar la mesquita al Caire començat pel seu pare, la mesquita d'al-Hakim.
Al-Hàkim va conservar tots els dominis fatimites i encara els va incrementar el 1010/1011 quan el uqàylida de Mossul, Kirwash el va reconèixer. Mansur ibn Lulu d'Alep el 1015 se li va sotmetre tanmateix i després d'Ibn Lulu els fatimites van tenir diversos governadors a la ciutat. El 1019/1020 fou nomenat governador de Damasc el wali al-ahd que va adoptar mesures liberals contràries a la política del califa, com autoritzar a beure vi. Al-Hàkim el va destituir, però el governador va revocar les ordes donades i fou finalment reenviat al govern. Llavors va esclatar una revolta contra ell i a la mort del califa la regent Sitt-al-Mulk el va fer arrestar i portar al Caire.
Acceptant les tesis més extremistes va imposar el punt de vista que la divinitat estava encarnada en la seva persona. Aquesta idea es va començar a difondre des de 1017 o 1018. Prop del final del seu regnat el moviment dels drusos, una secta religiosa centrada al voltant d'al-Hàkim, es va començar a formar i foren els drusos els que primer es van referir a al-Hàkim com «el que Governa per Manament de Déu».

## Mort i successió
El seu cosí Abd-ar-Rahim ibn Ilyas fou proclamat hereu presumpte (wali al-ahd) el 1013 encara que finalment no fou el successor. L'hereu va rebre la direcció dels afers de l'estat.
Al-Hàkim va desaparèixer en 1021 en un dels seus passejos nocturns quan anava cap als turons de Muqattam sense cap guàrdia protectora. El burro va ser trobat més endavant prop d'un pou cobert amb sang. Es creu que la seva germana Sitt-al-Mulk va emprar a assassins per matar-lo a causa d'un conflicte entre ells. El conflicte va començar quan la seva germana va demanar que parés amb la seva política, perquè ell arriscava la continuïtat de la seva dinastia. En resposta ell va acusar la seva germana d'adulteri i llavors ella es va sentir amenaçada i va decidir actuar primer abans que ell la fes executar; sembla que es va entendre amb al xeic dels kutama, Says al-Dawla ibn Dawwas. Encara que va morir probablement (alguns pensen que va desaparèixer voluntàriament), els drusos creuen que va ser amagat per Déu i que tornarà com el Mahdí el dia del judici final.
Al-Hàkim va anar succeït pel seu jove fill Abu-l-Hàssan Alí ibn al-Hàkim adh-Dhàhir li-izaz-din-Al·lah sota la regència de la seva tia Sitt-al-Mulk.